# المرجعية الدينية الجزائرية

المرجعية الدينية الجزائرية

المرجعية الدينية الجزائرية هي الإطار الأصولي والقانوني الذي يسيّر ممارسة شعائر الدين الإسلامي في الجزائر ضمن مدرسة أهل السنة والجماعة تحت إشراف وزارة الشؤون الدينية الجزائرية.

## عناصر المرجعية

### أهل السنة والجماعة
يتبع معظم الجزائريين المسلمين مذهب أهل السنة والجماعة من مصادر التشريع الإسلامي السني القرآن وسنة النبي محمد صلى الله عليه وسلم المتمثلة في الأحاديث النبوية المنسوبة إليه والصحيحة منها، ويأخذون الفقه عن الأئمة الأربعة، ويعتقدون بصحة خلافة الخلفاء الأربعة الأوائل: أبو بكر وعمر وعثمان وعلي، ويؤمنون بعدالة كل الصحابة.

### المذهب المالكي
معظم الجزائريين يعتمدون على فقه المذهب المالكي الذي هو أحد المذاهب الإسلامية السنية الأربعة (بالإضافة للمذهب الحنفي والمذهب الإباضي)، والذي يتبنى الآراء الفقهية للإمام مالك بن أنس. تبلور مذهباً واضحاً ومستقلاً في القرن الثاني الهجري. أهم أفكاره هو الاهتمام بعمل أهل المدينة، ويمثل 35% من إجمالي المسلمين وينتشر المذهب بشكل أساسي في شمال أفريقيا بسبب توسعات دولة المرابطين والموحدين وتشمل دول الجزائر والمغرب وتونس وليبيا وموريتانيا ويوجد أيضاً في السودان وصعيد مصر وإريتريا وفي شبه الجزيرة العربية وتشمل دول البحرين والإمارات العربية المتحدة والكويت وأجزاء من السعودية وسلطنة عمان وبلدان أخرى في الشرق الأوسط، كما تنتشر في دول السنغال وتشاد ومالي والنيجر وشمال نيجيريا في غرب أفريقيا وكان يتبع في الحكم الإسلامي لأوروبا والأندلس وإمارة صقلية.

### الأذان
تعتمد الجزائر في رفع الأذان عبر مساجدها على ترديد «الله أكبر» مرتين فقط عند بدء الأذان، ومرتين فقط عند آخره.[بحاجة لمصدر]
وهذا هو قول المالكية بأن التكبير في أول الأذان مرتان فقط، ويسن الترجيع، وهو أن يقول المؤذن الشهادتين مرتين مرتين، يخفض بهما صوته أوَّلاً، ثم يرفع بهما صوته ثانياً.
وهذا هو أذان الصحابي أبي محذورة -رضي الله عنه- الذي كان مؤذن النبي محمد – صلى الله عليه وسلم –، كما رواه مسلم بن الحجاج، وبهذا يكون الأذان عند المالكية سبع عشرة جملة.

### العمارة

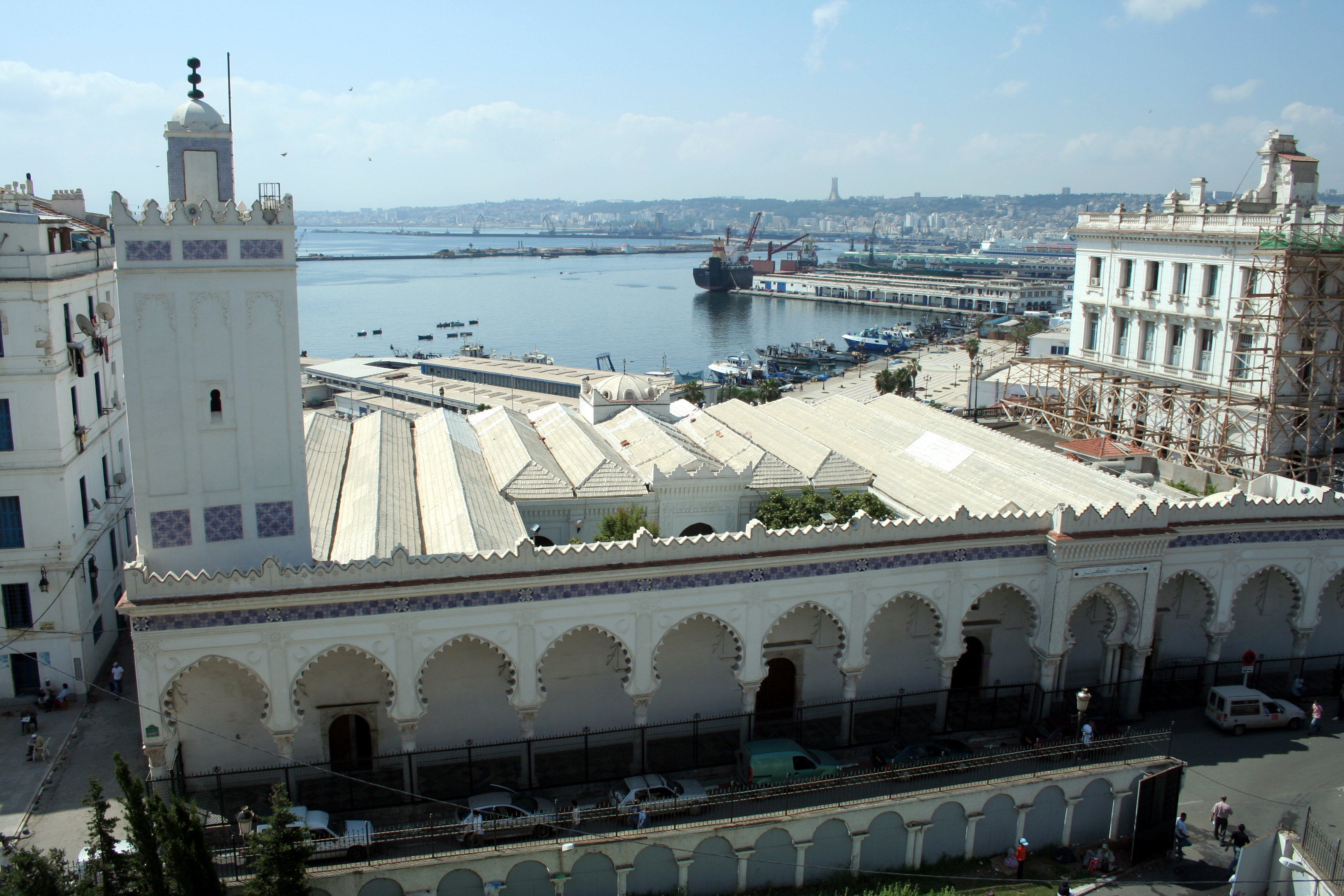
طراز عمارة المساجد في الجزائر

يُعتمد في بناء المساجد عادةً في الجزائر على عمارة إسلامية أساسها وجود مئذنة واحدة وفق الطراز المغاربي الأندلسي.
وتتبع[وفقًا لِمَن؟] أحادية الصومعة صيغة أذان أبي محذورة الذي يعتمد على أحادية التكبير الثنائي «الله أكبر، الله أكبر» المعتمد عند المالكية.[بحاجة لمصدر]

### المحراب
يُعتمد في مساجد الجزائر على وجود محراب غائر في حائط القبلة على شكل نصف أسطوانة قائمة يعلوها رُبع كرة.[بحاجة لمصدر]

### المنبر
يُعتمد في مساجد الجزائر[وفقًا لِمَن؟] على وجود منبر خشبي متحرك[بحاجة لمصدر] يقف عليه الإمام الخطيب أثناء صلاة الجمعة وصلاة العيدين وغيرها من المناسبات.

### حمل العصا
يعتمد الأئمة الجزائريون على عصا عند وقوفهم على المنبر الخشبي لإلقاء خطبة الجمعة وغيرها من الخطب المنبرية.

## القرآن الكريم

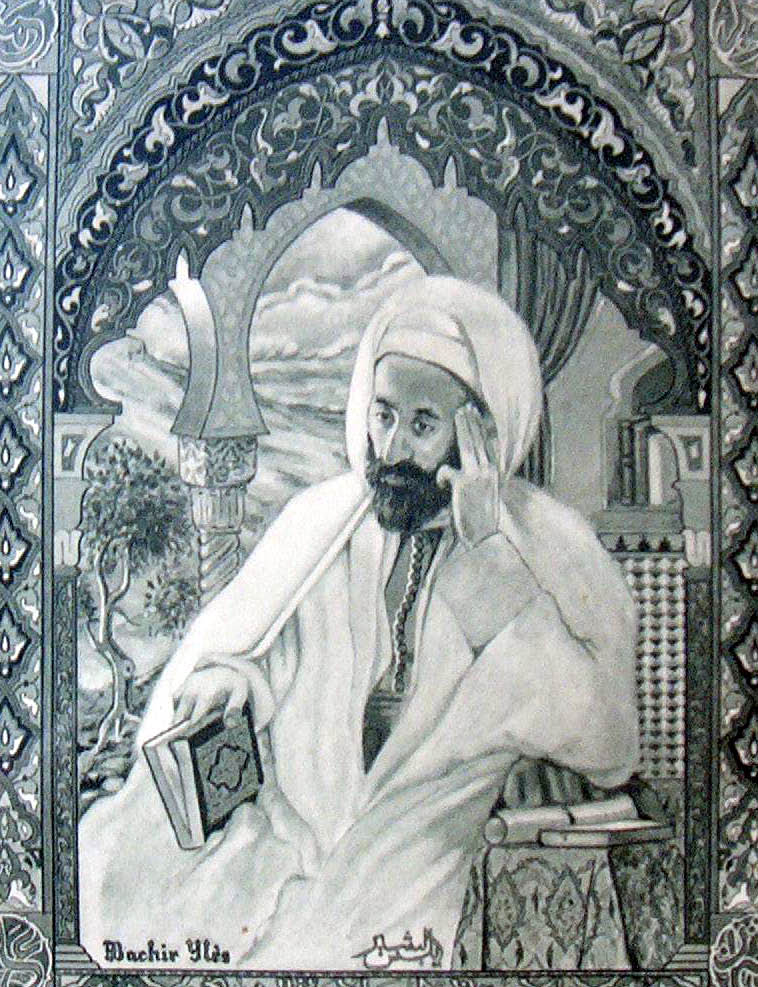
برنوس عبد الحميد بن باديس

### رواية ورش عن نافع
تعتمد الجزائر[وفقًا لِمَن؟] في طباعة المصاحف وتعليم القرآن الكريم على رواية ورش عن نافع، وتقوم بتزويد المساجد ورفوف المكتبات بهذه المصاحف.

### الصلوات الجهرية
تفرض الجزائر[وفقًا لِمَن؟] على أئمة المساجد تلاوة القرآن الكريم وفق رواية ورش عن نافع في الصلوات المفروضة الجهرية والجمعة والعيدين والتراويح وأثناء إلقاء الدروس والخطب وكذلك في التعليم القرآني.

### تلاوة الحزب الراتب
تعتمد الجزائر[وفقًا لِمَن؟] على تنظيم حلقات الحزب الراتب والسلكة أو القراءة الجماعية للقرآن الكريم وحلقات التحفيظ القرآني في مساجدها تحت إشراف الحزاب والباش حزاب، وهذه القراءة الجماعية تخضع لقواعد التدوير والتحقيق والحدر والترتيل والتجويد.
وتحرص حلقات التحفيظ القرآني على النطق الصحيح، والسرعة المتوسطة في الكلام، ومعرفة رواية ورش عن نافع، ومعرفة مراتب التلاوة ومقامات القراءة.
ويمكن لطلبة المعاهد التابعة لوزارة الشؤون الدينية والأوقاف والزوايا في الجزائر أن يساهموا في تأطير حلقات القراءة القرآنية الجماعية في المساجد.
كما تُعقد هذه الحلقات الجماعية يوميا لتلاوة الحزب الراتب قبل صلاتي الظهر والعصر، وكذلك بعد صلاة المغرب، بالإضافة إلى عقد حلقة جماعية لتلاوة سورة الكهف قبل بدء درس صلاة الجمعة.

### فيديوهات تلاوة جماعية جزائرية
- سورة الكهف: تلاوة جماعية جزائرية برواية ورش عن نافع على يوتيوب
- سورة مريم: تلاوة جماعية جزائرية برواية ورش عن نافع على يوتيوب
- سورة طه: تلاوة جماعية جزائرية برواية ورش عن نافع على يوتيوب
- سورة الأنبياء: تلاوة جماعية جزائرية برواية ورش عن نافع على يوتيوب

## الدعاء والأذكار

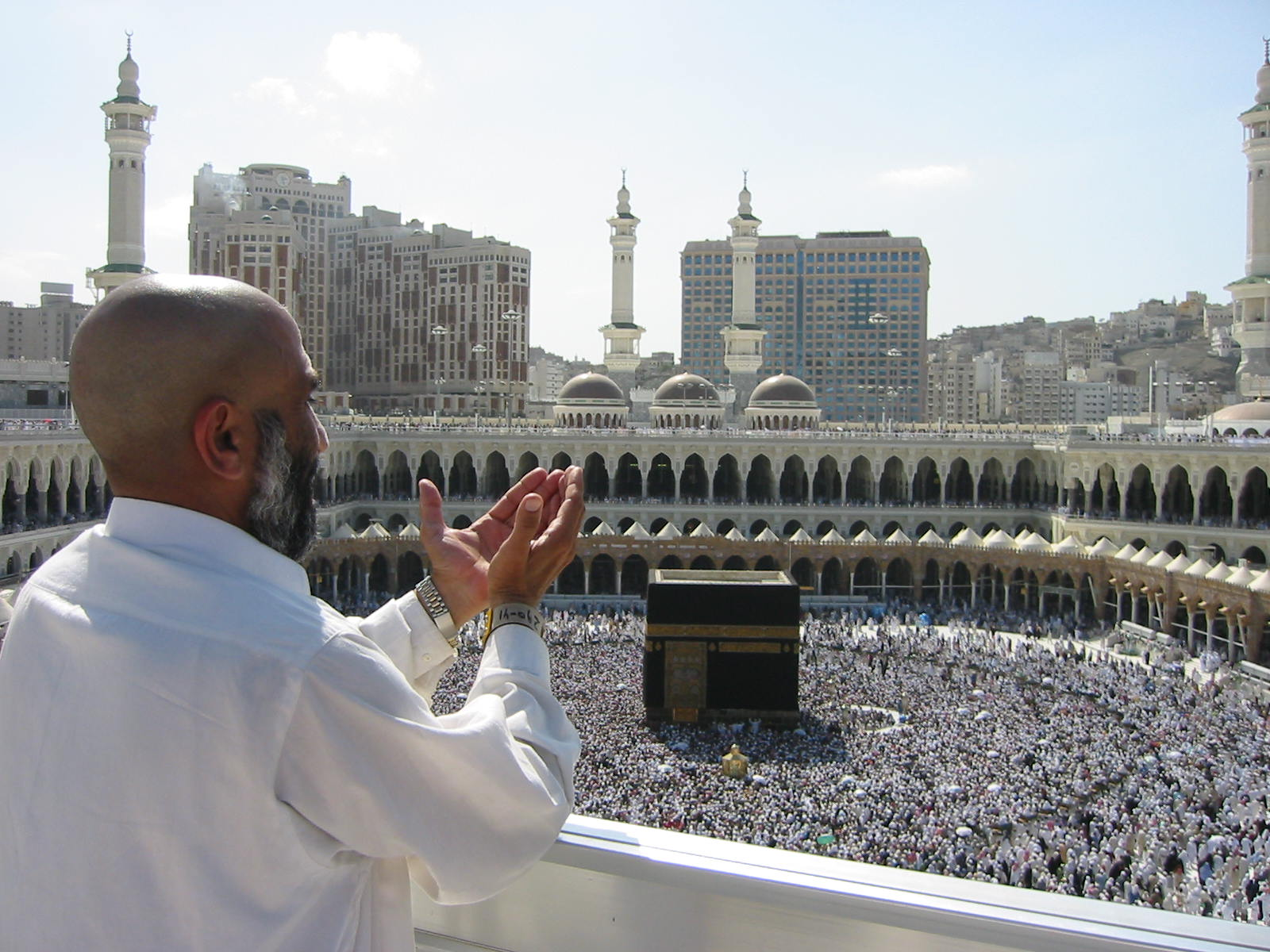
رفع اليدين في الدعاء أمام الكعبة.

### رفع اليدين في الدعاء
يعتمد أئمة المساجد الجزائرية على رفع اليدين في الدعاء بعد التسليم من الصلاة ثم مسح الوجه بهما.

### مسبحة الأذكار
تعتمد الجزائر في إعمار المساجد بالروحانيات على تزويد هذه المؤسسات الرسمية بسُبْحَات يستعملها المصلون والمعتكفون والذاكرون أثناء النطق بالشهادتين والتسبيح والحمدلة وكلمة التوحيد والتكبير والاستغفار والحوقلة والتوكل والاسترجاع والصلاة على النبي محمد -صلى الله عليه وسلم- وغيرها من الأذكار.

## لباس الإمام
تعتمد الجزائر على لباس أهل البلد في مظهر أئمة مساجدها أثناء قيامهم بمهامهم الشرعية والتربوية.
ويُعتبر البرنوس الأبيض مع جلابة أهم عنصر من عناصر مظهر الإمام الجزائري في غرب الجزائر وجنوبها الغربي.
كما أن الجبة الجزائرية هي اللباس الرسمي اليومي للإمام الجزائري مع البرنوس الصوفي أو الوبر في شرق الجزائر.
و«الْعَرَّاقِيَّة» التي هي قلنسوة جزائرية، مع «الشَّاشْ» أو «التَّابَانِي» الذي هو منديل أبيض أو برتقالي، هما من مظاهر التميز الوطني الأصيل للإمام الجزائري.

### مقالات إضافية
- وزارة الشؤون الدينية الجزائرية
- الحزب الراتب: الحزاب - الباش حزاب - السلكة
- المجلس العلمي للإفتاء بالجزائر
- المجمع الفقهي الجزائري
- التراث الفقهي الجزائري
- ملتقى الفقه المالكي
- المجلس الإسلامي الأعلى بالجزائر
- اللجنة الوطنية لمراقبة الأهلة
- الاتحاد الوطني للزوايا الجزائرية
- أكاديمية التربية الصوفية
- المركز الثقافي الإسلامي لولاية الجزائر
- قائمة المساجد في ولاية الجزائر
- مديرية الشؤون الدينية والأوقاف لولاية الجزائر

### وصلات خارجية
- الموقع الرسمي لوزارة الشؤون الدينية والأوقاف بالجزائر